# Seidiger Rohrkäfer

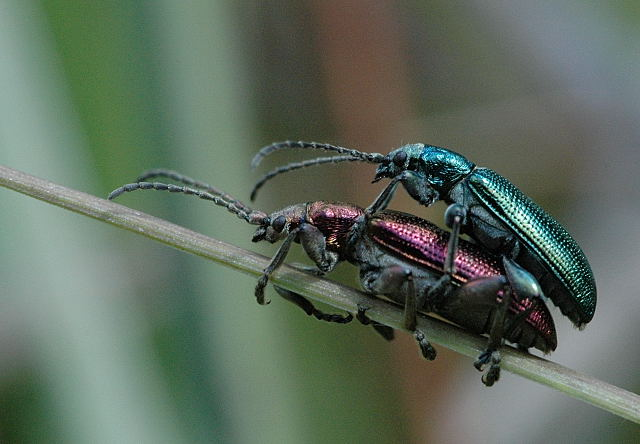
Abb. 1: Farbvarianten, seitlich

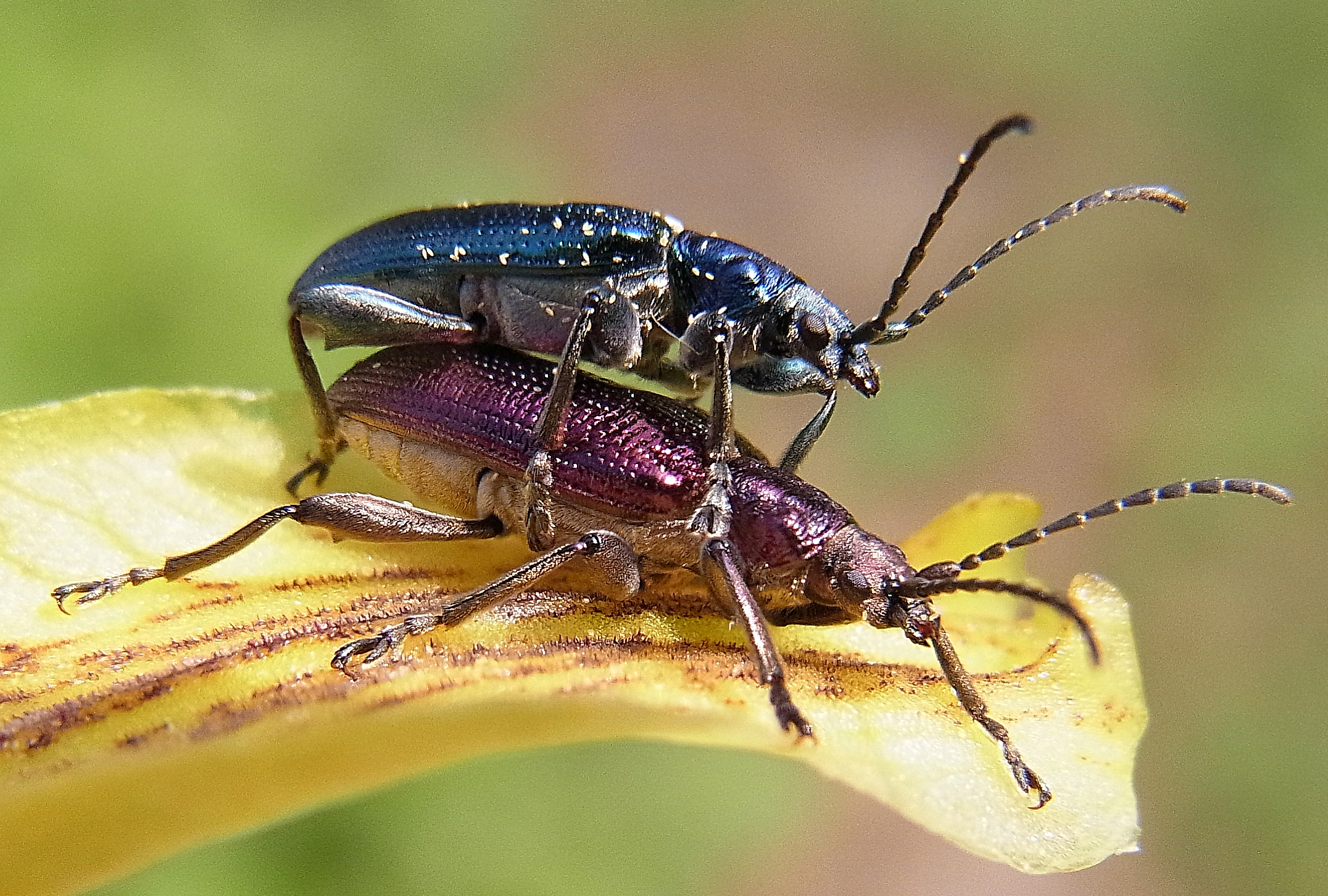
Abb. 2: Farbvarianten

Der Seidige Rohrkäfer (Plateumaris sericea) ist ein Käfer aus der Familie der Blattkäfer (Chrysomelidae) und der Unterfamilie Schilfkäfer (Donaciinae).  Die Gattung Plateumaris ist in Europa mit zehn Arten vertreten.
Der wissenschaftliche Gattungsname Plateumaris ist von altgriechisch πλατύς platýs „breit, flach“ und ευμαρής eumarēs „leicht beweglich“ abgeleitet. Der Artname sericeus  (lateinisch) bedeutet „seidenartig“.

## Merkmale des Käfers
Der Käfer gleicht mit der schlanken Gestalt, dem schmalen Halsschild und den langen Fühlern eher einem Bockkäfer als einem Blattkäfer. So wurde er bei der Erstbeschreibung durch Linné auch zur Bockkäfergattung Leptura gestellt. Der Käfer erreicht eine Länge von sieben bis acht Millimetern. Die Färbung variiert extrem. Man kann unmittelbar vergesellschaftet goldfarbene, rote, grüne, blaue, violette oder erzfarbene, gelegentlich auch schwarze Exemplare finden (Abb. 1). Die unterschiedliche Färbung wird durch Interferenz an fünf Schichten der Epicuticula unterschiedlicher charakteristischer Dicke bedingt. Die Unterseite ist dicht goldgelb behaart.
Der Kopf ist nicht bis an den Augenrand in den Halsschild eingezogen, die Mundwerkzeuge zeigen schräg nach unten. Die elfgliedrigen Fühler sind fadenförmig, beim Seidigen Rohrkäfer folgt auf ein langes Basalglied ein kurzes zweites Fühlerglied. Das dritte Glied ist eineinhalb mal so lang und das vierte doppelt so lang wie das zweite.
Der Halsschild ist etwas breiter als der Kopf und viel schmaler als die beiden Flügeldecken gemeinsam. In der Mitte ist er längs eingedrückt, seitlich davon befindet sich je ein Höcker. Die Vorderecken ragen nur wenig hervor. Der Halsschild ist unbehaart. Oben ist er sehr fein und gleichmäßig lederartig skulpturiert, auffallende Querrunzeln fehlen. Der untergebogene Teil des Halsschildes ist durch eine tiefe, bis zur Vorderhüfte reichende Querfurche geteilt.
Die Flügeldecken sind gestreift punktiert. Zur sicheren Unterscheidung der Gattung von der ähnlichen Gattung Donacia dient die Flügeldeckennaht. Bei Plateumaris ist die obere Kante der Flügeldeckennaht im hinteren Bereich so aufgebogen, dass die untere Kante deutlich sichtbar wird und fast auf gleichem Niveau wie die Oberkante liegt. Das Schildchen ist lang und dicht behaart.
Die Schienen tragen auf dem Außenrand eine durchgehende, auf dem Innenrand eine verkürzte Leiste. Die Schienenspitze ist nur wenig, nicht trichterförmig erweitert. Die Hinterschenkel tragen in beiden Geschlechtern einen großen spitzen Zahn. Die Tarsen sind viergliedrig, die Glieder schlank und gegen das Ende gleichmäßig und nur wenig erweitert. Das dritte Tarsenglied ist gelappt, das Klauenglied nicht stark verlängert.

## Biologie
Der feuchtigkeitsliebende Art kommt an den Ufern hauptsächlich stehender und langsam fließender Gewässer vor. Man findet sie auch auf Moorwiesen, und sie ist auch salztolerant. Die oligophagen Imagines findet man von April bis Juli an der Sumpfschwertlilie und an verschiedenen Seggenarten sowie der Binsenschneide. Die Larven spinnen Kokons im Wurzelsystem.

## Verbreitung
Die eurasische Art ist in fast ganz Europa und in Teilen Asiens bis nach Japan verbreitet. Innerhalb Europas fehlen Meldungen nur aus Portugal, Bosnien und Herzegowina, Albanien, Griechenland und der europäischen Türkei.